# ジグムント・クラシンスキ

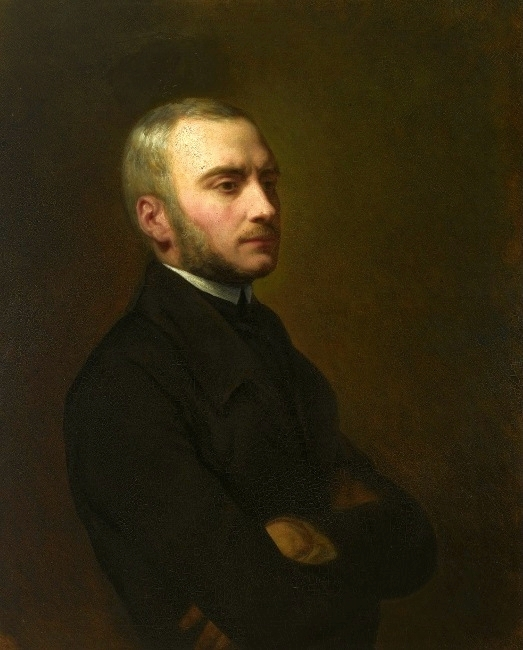
Z・クラシンスキ

ジグムント・クラシンスキ（Zygmunt Krasiński、1812年2月19日 - 1859年2月23日）は、19世紀ポーランドの詩人、作家。アダム・ミツキェヴィチ、ユリウシュ・スウォヴァツキとともに「ポーランド・ロマン主義の三大詩人」と称えられる。

## 生涯
クラシンスキ家は伯爵の称号と一大財産を有する古い貴族の家系であった。父親は軍人でナポレオン軍の将軍となり、ウィーン会議後はポーランド王国軍に将軍として参加したという。ジグムントはパリに生まれ、1814年までシャンティイで暮らすが、フリードリヒ・アウグスト1世が支配するワルシャワに戻って、そこでは家庭教師を付けられて教育を受ける。ワルシャワ大学からジュネーヴ大学に移って交友関係を広げる。
1830年11月蜂起のさい、父のクラシンスキ将軍はロシア側につき、息子の帰国を禁じていた。1832年に将軍は息子を連れてサンクトペテルブルクに上り、息子の意志におかまいなく皇帝に拝謁させた。ほどなくしてジグムントは国外に出て、以後の人生の大半をフランス、イタリアなどで過ごす。

## 文学的業績
クラシンスキは才能に恵まれ、数カ国語に通じ、フランス語でもポーランド語でも同じように不自由なく文章を書くことができた。愛人であったデルフィナ・ポトツカとの往復書簡だけでも十分立派な文学的達成だったとの判断もある。
クラシンスキは十代のうちにウォルター・スコットに影響を受けた歴史小説を書き、散文で書かれた戯曲はポーランド文学史の中でも傑作に数えられる。1833年にウィーンとヴェネツィアで書かれた『非・神曲 Nie-Boska komedia』は、この当時としては階級闘争をほとんどマルクス主義者に近い措辞であつかった唯一の作家といえる。ミツキェヴィチはコレージュ・ド・フランスの講義で『非・神曲』を分析し、スラヴ演劇最高の達成であると認めた。
壮年期になってから詩作に向かうが、自身「詩人と認められるほどの天使のような天分はない」と嘆いている。その詩は韻文で書かれた歴史論文に似て、そこに盛られた貴族と農民の融和を呼びかける内容はクラシンスキの友人であるスウォヴァツキによって厳しく批判されている。

## 作品
- Powieści gotyckie
- Agaj-Han
- Irydion
- Nie-Boska komedia
- Przedświt
- Psalmy przyszłości
- Fantazja życia
- Listy do Delfiny Potockiej